# Pareronia kyokoae
Pareronia kyokoae is een vlindersoort uit de familie van de Pieridae (witjes), onderfamilie Pierinae.
Pareronia kyokoae werd in 1996 beschreven door Nishimura.